# Ratczino (obwód orenburski)
Ratczino (ros. Ратчино) – wieś (sieło) w Rosji, w obwodzie orenburskim, w rejonie szarłyckim. W 2010 liczyła 729 mieszkańców.